# Campeonato mundial A de hockey patines masculino de 1997
El XXXIII Campeonato mundial de hockey sobre patines masculino se celebró en Wuppertal, Alemania, entre el 13 de septiembre y el 21 de septiembre de 1997. 
En el torneo participaron las selecciones de hockey de 12 países, repartidas en la primera ronda en 2 grupos.
La final del campeonato fue disputada por las selecciones de Italia y Argentina. El partido concluyó con el resultado de cinco goles a cero a favor de Italia (uno a cero resultado al descanso), los goles fueron marcados por Rigo(3), Polverini y Orlandi. 
La medalla de Bronce fue para la selección de España

## Equipos participantes
12 selecciones nacionales participaron del torneo, de los cuales 7 equipos eran de Europa, 4 eran de América y 1 de África.

## Primera Fase
| Grupo A      | Grupo B        |
| Angola       | Alemania       |
| Argentina    | Brasil         |
| España       | Colombia       |
| Francia      | Portugal       |
| Italia       | Suiza          |
| Países Bajos | Estados Unidos |

### Grupo A
| Equipo       | Pts | PJ | PG | PE | PP | GF | GC | Dif |
| ------------ | --- | -- | -- | -- | -- | -- | -- | --- |
| Argentina    | 9   | 5  | 4  | 1  | 0  | 36 | 7  | +29 |
| Italia       | 8   | 5  | 4  | 0  | 1  | 39 | 11 | +28 |
| España       | 7   | 5  | 3  | 1  | 1  | 31 | 8  | +23 |
| Angola       | 4   | 5  | 2  | 0  | 3  | 11 | 42 | -31 |
| Francia      | 2   | 5  | 1  | 0  | 4  | 11 | 29 | -18 |
| Países Bajos | 0   | 5  | 0  | 0  | 5  | 11 | 42 | -31 |

| Argentina    | 10:0 | Francia      |
| Italia       | 15:1 | Angola       |
| España       | 12:1 | Países Bajos |
| Angola       | 5:4  | Países Bajos |
| Italia       | 6:1  | Francia      |
| España       | 1:1  | Argentina    |
| Argentina    | 8:3  | Países Bajos |
| Angola       | 4:3  | Francia      |
| España       | 2:5  | Italia       |
| Países Bajos | 0:11 | Italia       |
| Argentina    | 10:1 | Angola       |
| España       | 6:1  | Francia      |
| Francia      | 6:3  | Países Bajos |
| Italia       | 2:7  | Argentina    |
| España       | 10:0 | Angola       |

### Grupo B
| Equipo         | Pts | PJ | PG | PE | PP | GF | GC | Dif |
| -------------- | --- | -- | -- | -- | -- | -- | -- | --- |
| Portugal       | 10  | 5  | 5  | 0  | 0  | 44 | 11 | +33 |
| Alemania       | 8   | 5  | 4  | 0  | 1  | 18 | 16 | +2  |
| Brasil         | 5   | 5  | 2  | 1  | 2  | 24 | 19 | +5  |
| Suiza          | 5   | 5  | 2  | 1  | 2  | 18 | 14 | +4  |
| Estados Unidos | 2   | 5  | 1  | 0  | 4  | 17 | 39 | -22 |
| Colombia       | 0   | 5  | 0  | 0  | 5  | 13 | 35 | -22 |

| Colombia       | 3:7  | Brasil         |
| Alemania       | 1:6  | Portugal       |
| Suiza          | 6:4  | Estados Unidos |
| Brasil         | 1:1  | Suiza          |
| Portugal       | 14:4 | Colombia       |
| Estados Unidos | 1:5  | Alemania       |
| Suiza          | 7:2  | Colombia       |
| Portugal       | 17:2 | Estados Unidos |
| Brasil         | 6:7  | Alemania       |
| Brasil         | 8:5  | Estados Unidos |
| Suiza          | 2:4  | Portugal       |
| Alemania       | 2:1  | Colombia       |
| Estados Unidos | 5:3  | Colombia       |
| Portugal       | 3:2  | Brasil         |
| Alemania       | 3:2  | Suiza          |

## Fase final

### Puestos del 1 al 8
|  | Cuartos de final         | Cuartos de final         |                          |          | Semifinales  | Semifinales  |  |  | Final                    | Final |
|  |                          |                          |                          |          |              |              |  |  |                          |       |
|  | 19 de septiembre de 1997 |                          |                          |          |              |              |  |  |                          |       |
|  |                          |                          |                          |          |              |              |  |  |                          |       |
|  | Argentina                | 5                        |                          |          |              |              |  |  |                          |       |
|  | Argentina                | 5                        | 20 de septiembre de 1997 |          |              |              |  |  |                          |       |
|  | Suiza                    | 2                        |                          |          |              |              |  |  |                          |       |
|  | Suiza                    | 2                        | Argentina                | 4        |              |              |  |  |                          |       |
|  | 19 de septiembre de 1997 |                          | Argentina                | 4        |              |              |  |  |                          |       |
|  |                          | España                   | 3                        |          |              |              |  |  |                          |       |
|  | Alemania                 | España                   | 3                        | 0        |              |              |  |  |                          |       |
|  | Alemania                 |                          | 21 de septiembre de 1997 | 0        |              |              |  |  |                          |       |
|  | España                   | 2                        |                          |          |              |              |  |  |                          |       |
|  | España                   | 2                        | Argentina                | 0        |              |              |  |  |                          |       |
|  | 19 de septiembre de 1997 |                          | Argentina                | 0        |              |              |  |  |                          |       |
|  |                          | Italia                   | 5                        |          |              |              |  |  |                          |       |
|  | Portugal                 | Italia                   | 5                        | 19       |              |              |  |  |                          |       |
|  | Portugal                 | 20 de septiembre de 1997 |                          | 19       |              |              |  |  |                          |       |
|  | Angola                   | 0                        |                          |          |              |              |  |  |                          |       |
|  | Angola                   | 0                        | Portugal                 | 2        | Tercer lugar | Tercer lugar |  |  |                          |       |
|  | 19 de septiembre de 1997 |                          | Portugal                 | 2        |              |              |  |  |                          |       |
|  |                          | Italia                   | 4                        |          |              |              |  |  |                          |       |
|  | Italia                   | Italia                   | 4                        | 7        | España       | 3            |  |  |                          |       |
|  | Italia                   |                          |                          | 7        | España       | 3            |  |  |                          |       |
|  | Brasil                   | 2                        |                          | Portugal | 1            |              |  |  |                          |       |
|  | Brasil                   | 2                        |                          |          | 1            |              |  |  |                          |       |
|  |                          |                          |                          |          |              |              |  |  | 21 de septiembre de 1997 |       |
|  |                          |                          |                          |          |              |              |  |  |                          |       |

|  | Eliminatoria del 5º al 8º | Eliminatoria del 5º al 8º |   |                          | 5º y 6º Puesto           | 5º y 6º Puesto |  |
|  |                           |                           |   |                          |                          |                |  |
|  |                           |                           |   |                          |                          |                |  |
|  | 20 de septiembre de 1997  |                           |   |                          |                          |                |  |
|  | Suiza                     | 3                         |   |                          |                          |                |  |
|  | Alemania                  | 1                         |   |                          |                          |                |  |
|  |                           |                           |   |                          |                          |                |  |
|  |                           |                           |   |                          | 21 de septiembre de 1997 |                |  |
|  |                           |                           |   |                          | Suiza                    | 2              |  |
|  |                           | Brasil                    | 4 |                          |                          |                |  |
|  |                           |                           |   |                          |                          |                |  |
|  |                           |                           |   |                          |                          |                |  |
|  |                           |                           |   |                          | 7º y 8º Puesto           |                |  |
|  | 20 de septiembre de 1997  | 20 de septiembre de 1997  |   | 21 de septiembre de 1997 | 21 de septiembre de 1997 |                |  |
|  | Angola                    | 2                         |   | Alemania                 | 4                        |                |  |
|  | Brasil                    | 5                         |   |                          | Angola                   | 1              |  |

### Puestos del 9 al 12
| Equipo         | Pts | PJ | PG | PE | PP | GF | GC | Dif |
| -------------- | --- | -- | -- | -- | -- | -- | -- | --- |
| Francia        | 6   | 3  | 3  | 0  | 0  | 12 | 0  | +12 |
| Estados Unidos | 4   | 3  | 2  | 0  | 1  | 8  | 7  | +1  |
| Países Bajos   | 2   | 3  | 1  | 0  | 2  | 4  | 12 | -8  |
| Colombia       | 0   | 3  | 0  | 0  | 3  | 2  | 7  | -55 |

| Francia        | 3:0 | Colombia       |
| Estados Unidos | 5:3 | Países Bajos   |
| Francia        | 7:0 | Países Bajos   |
| Estados Unidos | 3:2 | Colombia       |
| Francia        | 2:0 | Estados Unidos |
| Países Bajos   | 1:0 | Colombia       |

## Estadísticas

### Clasisficación general
| 1. Italia          |
| 2. Argentina       |
| 3. España          |
| 4. Portugal        |
| 5. Brasil          |
| 6. Suiza           |
| 7. Alemania        |
| 8. Angola          |
| 9. Francia         |
| 10. Estados Unidos |
| 11. Países Bajos   |
| 12. Colombia       |